# ザック・スターキー
ザック・リチャード・スターキー（Zak Richard Starkey、1965年9月13日 - ）はイングランドのロック・ミュージシャン。ドラマー。ザ・フーやオアシスのサポート・メンバーとして知られる。娘のターシャ・スターキー（1985年生）はベーシストとして活動している。

## 生い立ち
ビートルズのドラマーだったリンゴ・スターと元妻モーリン・コックスの長男。弟のジェイソン（1968年生）と妹のリー（1970年生）がいる。
8歳の時、父の親友で「キースおじさん」と慕っていたザ・フーのキース・ムーンに最初のドラム・セットを買ってもらった。父は「ドラムは人から教わるものじゃない」という考えを持っていたため、スターキーは演奏もムーンから習った。スターキーにドラムを教えるムーンの写真が何枚か残っている。
ムーンは1978年に急死し、ザ・フーは後任に元フェイセズのケニー・ジョーンズを迎えた。ジョーンズもスターキーの両親と親しく、スターキーは少年時代に彼からもドラムを習ったことがあった。その時スターキーは、ムーンが彼の白いドラム・セットを自分に譲ってあげると約束してくれたことをジョーンズに話した。ジョーンズはその事を覚えていて、ザ・フーのメンバーになった後、主を失ったドラム・セットを自ら運んでスターキーにプレゼントしたという。
こうして彼のドラミングはムーンを彷彿とさせるパワフルなものになった。

## 主な活動
- 1984年、元バッド・カンパニーのボズ・バレルらとナイトフライを結成するが、レコード発表には至らず。
- 1980年代中期から、本格的にプロのセッション・ドラマーとして活動。1985年には父スターと共に「アパルトヘイトに反対するアーティストたち」の曲「サン・シティ」のレコーディングに参加。その後はエイドリアン・スミス（アイアン・メイデン）等、多くのミュージシャンと共演する。
- 矢沢永吉の1992年作品『Anytime Woman』の収録曲「Anytime Woman」と「銀のネックレス」に参加。アビーロード・スタジオにてレコーディングされた。
- 1994年、ザ・フーのボーカリストだったロジャー・ダルトリーのツアーをサポート。
- 1995年、父が率いるリンゴ・スター&ヒズ・オールスター・バンドのドラマーとして来日。6月25日の日本武道館でのコンサートの音源がRingo Starr and His Third All-Starr Band-Volume 1として発表された。当時このバンドには、ザ・フーのベーシストだったジョン・エントウィッスルが在籍していた。
- 1996年6月、ロンドンのハイド・パークで開かれたThe Prince's Trustで、ザ・フーのギタリストだったピート・タウンゼントがダルトリー、エントウィッスルと再結集してザ・フーのアルバム『四重人格』（1973年）を完全再演[2]。スターキーはサポート・メンバーとして出演して、かつてムーンとジョーンズが座っていた場所でドラムを叩いた。そして、この企画をきっかけに再結成したザ・フーのツアーのサポート・メンバーになった。
- 元ザ・スミスのギタリスト、ジョニー・マーと出会い、ジョニー・マー&ザ・ヒーラーズを結成。最初は6人編成で、2000年にフジ・ロック・フェスティバル出演のために来日するが、その後トリオ編成になり、2003年、アルバム『ブームスラング（BOOMSLANG）』を発表。同年3月に来日し、東名阪で3公演行った。
- 2004年8月、ザ・フー念願の初来日。THE ROCK ODYSSEY 2004に出演。ムーンを思わせるスターキーのドラム・プレイが絶賛される。
- ザ・フーの来日公演の少し前から、オアシスに誘われて2004年のライヴからサポートメンバーとして加入。2005年発表のアルバム『ドント・ビリーヴ・ザ・トゥルース（Don't Believe the Truth）』に、ほぼ全面参加。ツアーにも同行。ザック在籍時のオアシスはライブでザ・フーの「マイ・ジェネレーション」を頻繁に演奏している。
- 2006年、ザ・フーの24年ぶりの新作アルバム『エンドレス・ワイヤー（Endless Wire）』が発表された。スターキーはオアシスのツアーで忙しかったため、参加したのは1曲のみにとどまった。しかしアルバム発表に伴うツアーには参加した。
- 2006年秋から年末にかけて行われたオアシスのアコースティック・ライヴには、ノエル・ギャラガーの友人であるテリー・カークブライドが参加したため、スターキーは帯同していないが、翌年2月には、ブリット・アワードでのオアシスのステージにアルバム発売時のツアー同様参加。結果的にこれがオアシスのメンバーとして最後のライブ演奏となった。
- 2008年発表のオアシスのアルバム『ディグ・アウト・ユア・ソウル (Dig Out Your Soul)』のレコーディングに参加。だが、2008年5月、『ザックはこの先、オアシスのレコーディングにもツアーにも参加することはないだろう』と報じられ、その後正式にサポート・メンバーを辞任。関係者は「ノエルと意見の対立があった」と話しているが、オアシスのメンバーは「ザックはザ・フーに専念したかっただけだ」と対立を否定し、円満な脱退だったことを主張している。スターキーの後任はクリス・シャーロックが務めた。
- 2012年ロンドンオリンピックの閉会式におけるザ・フーの演奏にドラマーとして参加[3]。